# لغامبيا وطننا
لغامبيا وطنّا، (إنجليزية: "for the Gambia our Homeland")هو النشيد الوطني لغامبيا، والذي كتبتة فيرجينيا جولي هاَو، وتم تلحينة علي يد جيرامى فريدريك هاَو، (بناً علي الموسيقى التقليدية لشعب لالمادينكا المأخوذة من أغنية فوداي كابا دومبويا), والتي تبنتة الدولة في يوم استقلالها في 18 فبراير عام 1965.
كلمات الغنية هي:
- For The Gambia, our homeland
- لغامبيا وطننا
- We strive and work and pray
- نكافح ونعمل ونصلي
- That all may live in unity
- حتى ننعم جميعاً بالوحدة
- Freedom and peace each day.
- الحرية والسلام كل يوم
- Let justice guide our actions
- دع العدالة تقود تصرفاتنا
- Towards the common good
- من أجل الصالح العام
- And join our diverse peoples
- وإنضمامنا إلى شعوبنا المختلفة
- To prove man's brotherhood.
- لتدل على إخاء البشر
- We pledge our firm allegiance
- نحن نقسم على ولائنا
- Our promise we renew
- وعد نجدده
- Keep us, great God of nations
- إحفظنا، يا إله الشعوب
- To The Gambia ever true.
- إلى غامبيا التي ستظل صادقة